# Gregor Grahovac
Gregor Grahovac (24. april 2000) je slovenski atlet rojen v Ljubljani.

## Biografija
Član atletskega kluba Mass Ljubljana, večkratni državni in pokalni prvak, bil je tudi balkanski mladinski prvak v teku na 400 metrov. S člansko štafeto osvojil prvo mesto na balkanskem dvoranskem prvenstvu v Istanbulu, tam so podrli državni rekord in rekord balkanskih prvenstev v teku na 4 x 400 metrov. Poleg tega rekorda ima v lasti tudi nekaj rekordov v več starostnih kategorijah. Največji uspeh pa je bronasta medalja na EYOF-u (Olimpijski festival evropske mladine) v Gruziji v teku na 400 metrov in uvrstitev v finale svetovnega prvenstva U18 v Keniji na 400 metrov, v katerega se je uvrstil kot edini Evropejec. Poleg tega pa je tudi medijski tehnik in študent IAM-a.

## Osebni rekordi na prostem
- 100 m -	10.91	+0.2
- 200 m - 	21.54	+0.3
- 200 m -	21.28 *	+2.4
- 300 m -	33.77
- 400 m -	46.71
- 4x100 m -	40.54
- 4x400 m -	3:08.56[2]

## Osebni rekordi v dvorani
- 60 m -	7.02
- 200 m -	21.78
- 400 m -	47.46
- 4x400 m -	3:12.19[2]

## Mednarodna tekmovanja
- 2015 Olimpijski festival evropske mladine (OFEM), Tbilisi (GEO)

400 m (48.56) - finale (3. mesto)
100-200-300-400 m (2:00.93) - 3. mesto
- 2015 5-boj CRO-CZE-HUN-SLO-SVK / pionirji, Breclav (CZE)

300 m (34.96) - 2. mesto
4x300 m / mešana štafeta (2:33.70) - 2. mesto
- 2016 Evropsko prvenstvo / ml. mladinci, Tbilisi (GEO)

400 m (49.74) - kvalifikacije (20. mesto)
- 2016 BRIXIA / ml. mladinci, Bressanone (ITA)

400 m (48.77) - 1. mesto
4x100 m (42.82) - 3. mesto
- 2016 4-boj CZE-HUN-SLO-SVK / ml. mladinci, Brno (CZE)

200 m (21.28, +2.4) - 1. mesto
100-200-300-400 m (1:55.17) - 1. mesto
- 2017 Svetovno prvenstvo / ml. mladinci, Nairobi (KEN)

400 m (48.88) - finale (8. mesto)
- 2017 Evropsko ekipno prvenstvo - 2. liga, Tel Aviv (ISR)

4x400 m (3:08.56) - 1. mesto
- 2017 Evropsko prvenstvo / mladinci, Grosseto (ITA)

4x400 m (3:16.90) - kvalifikacije (11. mesto)
- 2017 * Balkansko prvenstvo / ml. mladinci, Istanbul (TUR)

400 m (48.51) - 1. mesto
- 2017 4-boj CZE-HUN-SLO-SVK / ml. mladinci, Miškolc (HUN)

200 m (21.54, +0.3) - 3. mesto
100-200-300-400 m (1:55.05) - 2. mesto
- 2019 Evropsko ekipno prvenstvo - 2. liga, Varaždin (CRO)

4x100 m (40.54) - 5. mesto
- 2019 Evropsko prvenstvo / mladinci, Boras (SWE)

400 m (47.82) - kvalifikacije (15. mesto)
4x400 m (3:16.81) - 2. mesto
- 2019 * Balkansko prvenstvo v dvorani / mladinci, Istanbul (TUR)

400 m (49.21) - 4. mesto
4x400 m (3:20.27) - 2. mesto
- 2020 Balkansko prvenstvo v dvorani, Istanbul (TUR)

4x400 m (3:12.19) - 1. mesto)
- 2020 3-boj CRO-SLO-SRB, Novo mesto (SLO)

400 m (47.74) - 1. mesto
4x400 m (3:14.02) - 1. mesto)

## Priznanja
- Atlet leta pri pionirjih (1. mesto) 2015
- Atlet leta pri mlajših mladincih (1. mesto) 2016
- Atlet leta pri mlajših mladincih (1. mesto) 2017[3]